# Констянтин Ольгович
Константин Ольгович — руський князь першої половини XIII століття з чернігівської гілки династії Рюриковичів - Ольговичів, згаданий в Любецькому синодику як великого князя чернігівського, син Олега Святославича.
Р. В. Зотов і А. П. Пятнов, частково спираються на В. М. Татіщева, вважають Рюрика, який князював у Чернігові в 1210-1215 роках (і в періоди київського князювання Всеволода Чермного: 1206, 1207), що це не Рюрик із смоленських Ростиславичів, а Рюрик Ольгович, а Костянтин - його хрестильне ім'я. У цьому випадку Костянтин княжив у Чернігові при двох живих дядьках (Гліба і Мстислава), що йшло врозріз з діючим порядком спадкування, і руськими літописами під 1210 роком Рюриком був названий інший князь, ніж у всіх повідомленнях попередніх років. З іншого боку, в цьому випадку датування смерті Рюрика Лаврентіївським літописом 6723 березневим (1215) роком вірна (а не зрушується на 3 роки раніше), а припущення про унікальний випадок князювання в Чернігові не-Ольговича відмітається.
За версією  А. А. Горського, Костянтин Ольгович був чернігівським князем у 1223-1226 роках, після загибелі в битві на Калці його дядька Мстислава Святославича. Версія пояснює початок боротьби за владу між Михайлом Всеволодовичем і Олегом Курським не в рік загибелі Мстислава, а лише в 1226 році.